# TOG2

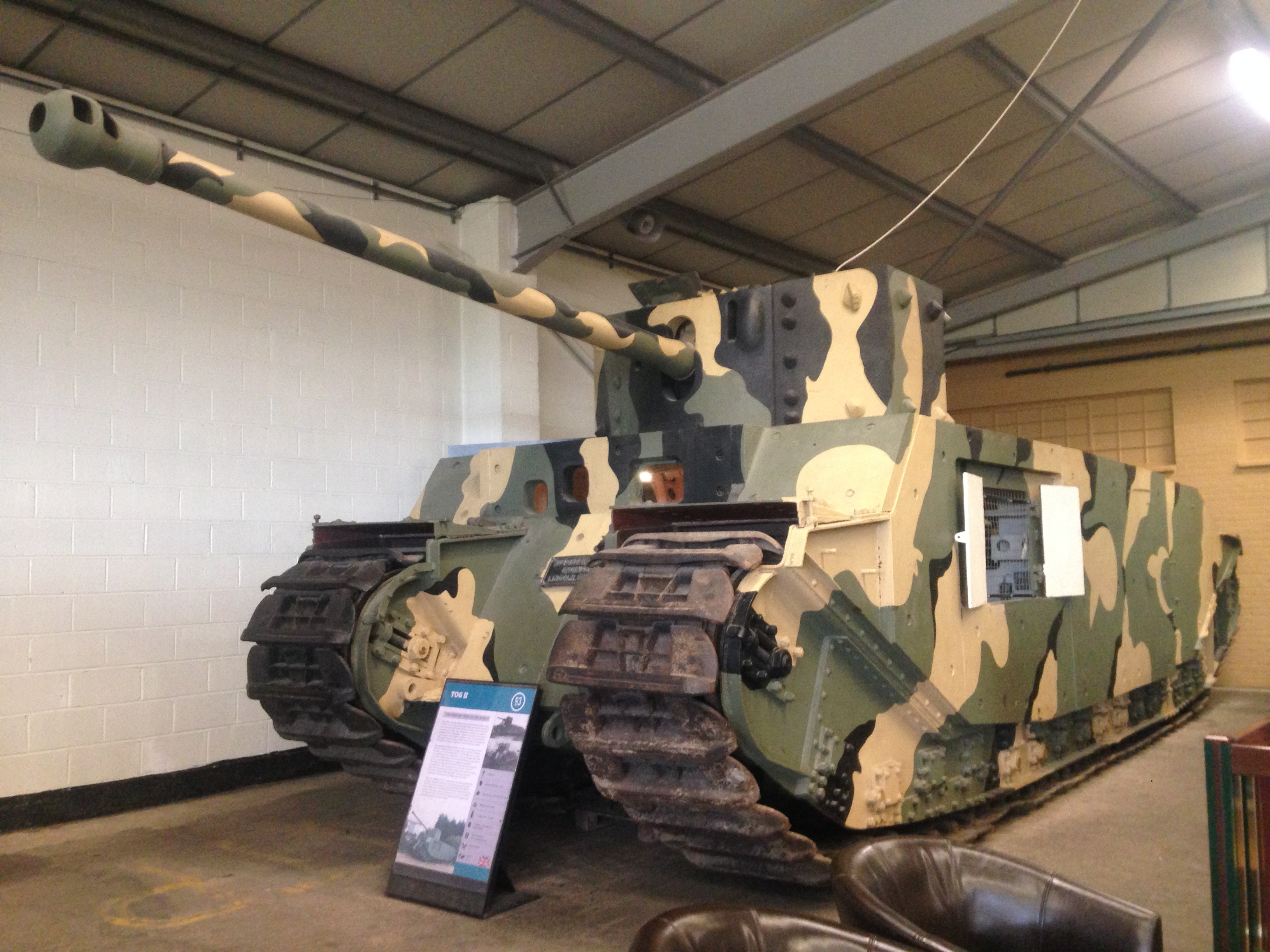
TOG-2 tại bảo tàng Bovington, Anh

TOG2 (cũng được viết là TOG II*, TOG-2 viết tắt của The Old Gang) là một thiết kế xe tăng siêu nặng của Anh Quốc được thiết kế vào năm 1940 và sản xuất năm 1941 trong Chiến tranh chiến hào. Ban đầu thiết kế của TOG2 là hai khẩu pháo chính được đặt ở hai bên sườn xe tăng, nhưng quyết định về sau là đặt tháp pháo. Khi Chiến tranh thế giới thứ hai bùng nổ, TOG2 được cho là lỗi thời và dự án bị hủy bỏ. Hiện tại còn một chiếc TOG2 duy nhất đang được trưng bày tại bảo tàng Bovington Tank, Anh.